# Thom Eklund
Thom Lennart Eklund (* 28. Oktober 1958 in Enköping) ist ein ehemaliger schwedischer Eishockeyspieler, -trainer und -funktionär.

## Karriere
Thom Eklund begann seine Karriere als Eishockeyspieler bei IF Björklöven, für dessen Profimannschaft er von 1981 bis 1984 in der Elitserien, der höchsten schwedischen Spielklasse, aktiv war. Sein größter Erfolg mit der Mannschaft in diesem Zeitraum war die Vizemeisterschaft in der Saison 1981/82. Zur Saison 1984/85 wechselte der Flügelspieler innerhalb der Elitserien zum Södertälje SK, mit dem er auf Anhieb den schwedischen Meistertitel gewann. In der folgenden Spielzeit erreichte er mit der Mannschaft erneut das Meisterschaftsfinale, unterlag in diesem jedoch dem Färjestad BK. Auch in der Folgezeit blieb er dem SSK treu, den er erst nach dem Abstieg in der Saison 1991/92 verließ. Anschließend schloss er sich dem SHC Fassa aus der italienischen Serie A1 an. Dort beendete er im Anschluss an die Saison 1992/93 im Alter von 34 Jahren seine aktive Karriere. 
Von 2002 bis 2005 war Eklund für Almtuna IS tätig. Zunächst stieg er in der Saison 2002/03 mit der Mannschaft aus der drittklassigen Division 1 in die HockeyAllsvenskan auf, ehe er ein Jahr lang General Manager des Vereins war. Die Saison 2004/05 begann er wiederum auf der Position als Cheftrainer, ehe er zur Saisonmitte durch Leif Boork ersetzt wurde. 

### International
Für Schweden nahm Eklund an den Weltmeisterschaften 1983, 1986 und 1987 sowie den Olympischen Winterspielen 1984 in Sarajevo und 1988 in Calgary teil. Bei der WM 1986 gewann er mit seiner Mannschaft die Silber-, bei der WM 1987 die Goldmedaille. Bei seinen beiden Olympiateilnahmen gewann er mit Schweden jeweils die Bronzemedaille. Zudem vertrat er sein Land 1987 beim Canada Cup.

## Erfolge und Auszeichnungen
- 1982 Schwedischer Vizemeister mit IF Björklöven
- 1985 Schwedischer Meister mit dem Södertälje SK
- 1986 Schwedischer Vizemeister mit dem Södertälje SK
- 2003 Aufstieg in die HockeyAllsvenskan mit Almtuna IS (als Cheftrainer)

### International
- 1984 Bronzemedaille bei den Olympischen Winterspielen
- 1986 Silbermedaille bei der Weltmeisterschaft
- 1987 Goldmedaille bei der Weltmeisterschaft
- 1988 Bronzemedaille bei den Olympischen Winterspielen